# Větrný mlýn na Kotlářce
Větrný mlýn na Kotlářce v Praze je zaniklý mlýn pravděpodobně německého typu, který stál na pozemku viniční usedlosti Kotlářka.

## Historie
Větrný mlýn pracoval ještě v roce 1863. Byl zrušen před rokem 1919 jako nedaleko stojící větrný mlýn na Petřinách u Břevnovského kláštera; pravděpodobně se jedná o viniční usedlost Kotlářka v Košířích, která stojí jižně od kláštera.